# Jean Rebeyrol
Jean Rebeyrol, né le 16 octobre 1903 à Bordeaux et mort le 25 août 1975 à Pessac, est un nageur français.

## Biographie

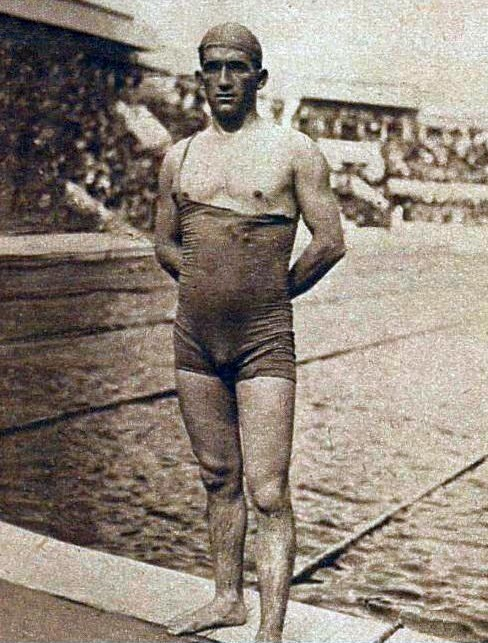
Jean Rebeyrol en septembre 1926, victorieux du 400 mètres en mer à Saint-Nazaire.

Riveur de son métier, Jean Rebeyrol est licencié à l'Association sportive des postes, télégraphes et téléphones (ASPTT). Son frère Roger, également nageur à Bordeaux, l'initie aux compétitions nautiques. Les huit frères Rebeyrol font tour à tour de la natation, bien qu'Émile Rebeyrol préférât la boxe.
Jean Rebeyrol commence les compétitions de natation en 1920, jouant aussi fréquemment avec l'équipe de water-polo du Bordeaux Athletic Club.
Il gagna quatre fois la traversée de Paris à la nage entre 1922 et 1926 : deuxième en 1924, 1927 et 1928, troisième avant-guerre en 1913, quatrième en 1931. Il remporte aussi la traversée de Bordeaux à la nage en 1921 et 1923, ainsi que la traversée de Bruxelles à la nage en 1924. En 1922 et 1923, il participe à la victoire de la "Coupe du Miroir des sports", qui récompense par équipe trois nageurs nationaux, lors de la traversée de Paris.
En août 1923, il est champion de France du 1 500 mètres nage libre. Il nage 24 min 55 s 80, nouveau record de France.
Aux Jeux olympiques d'été de 1924, il est engagé sur le 1 500 mètres nage libre. Il nage 24 min 46 s 40 lors des séries en passant 12 min 58 s 30 au 800 mètres. S'il n'est pas qualifié en demi-finale, il établit cependant deux nouveaux records de France des 800 et 1 500 mètres nage libre, qu'il perd, tous les deux l'après-midi même au profit de Salvator Pellegry,.